# Мальчевське
Мальче́вське — село в Україні, в Устинівській селищній громаді Кропивницького району Кіровоградської області. Населення становить 350 осіб.

## Населення
Згідно з переписом УРСР 1989 року чисельність наявного населення села становила 451 особа, з яких 207 чоловіків та 244 жінки.
За переписом населення України 2001 року в селі мешкали 374 особи.

### Мова
Розподіл населення за рідною мовою за даними перепису 2001 року:
| Мова       | Відсоток |
| ---------- | -------- |
| українська | 96,57 %  |
| російська  | 2,29 %   |
| білоруська | 0,57 %   |
| молдовська | 0,57 %   |